# Carl Pedersen (calciatore)
Carl Pedersen (Porsgrunn, 27 marzo 1891 – Porsgrunn, 9 maggio 1964) è stato un calciatore norvegese, di ruolo attaccante.

## Carriera

### Club
Pedersen vestì la maglia dello Urædd.

### Nazionale
Giocò 2 partite per la Norvegia. Esordì il 14 settembre 1913, nel pareggio per 1-1 contro la Russia. Partecipò ai Giochi della V Olimpiade.